# Haribo
La Haribo-Holding GmbH & Co. KG è un'azienda di dolciumi tedesca con sede a Bonn nel quartiere Kessenich. Fondata nel 1920, prende il nome dalle iniziali del suo fondatore, Hans Riegel, e Bonn, località dove è nata l'azienda, e dove tuttora ha sede.

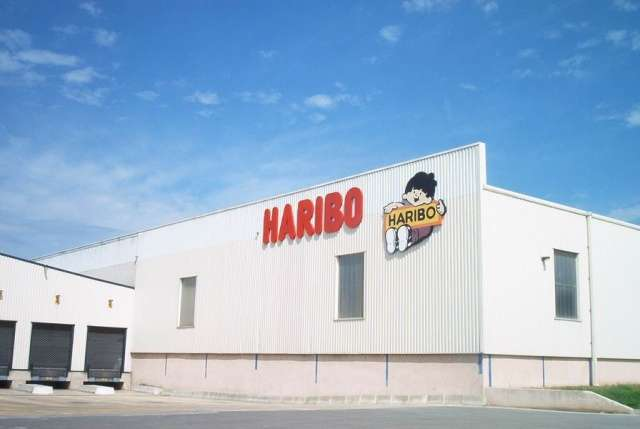
Stabilimento Haribo in Francia a Uzès

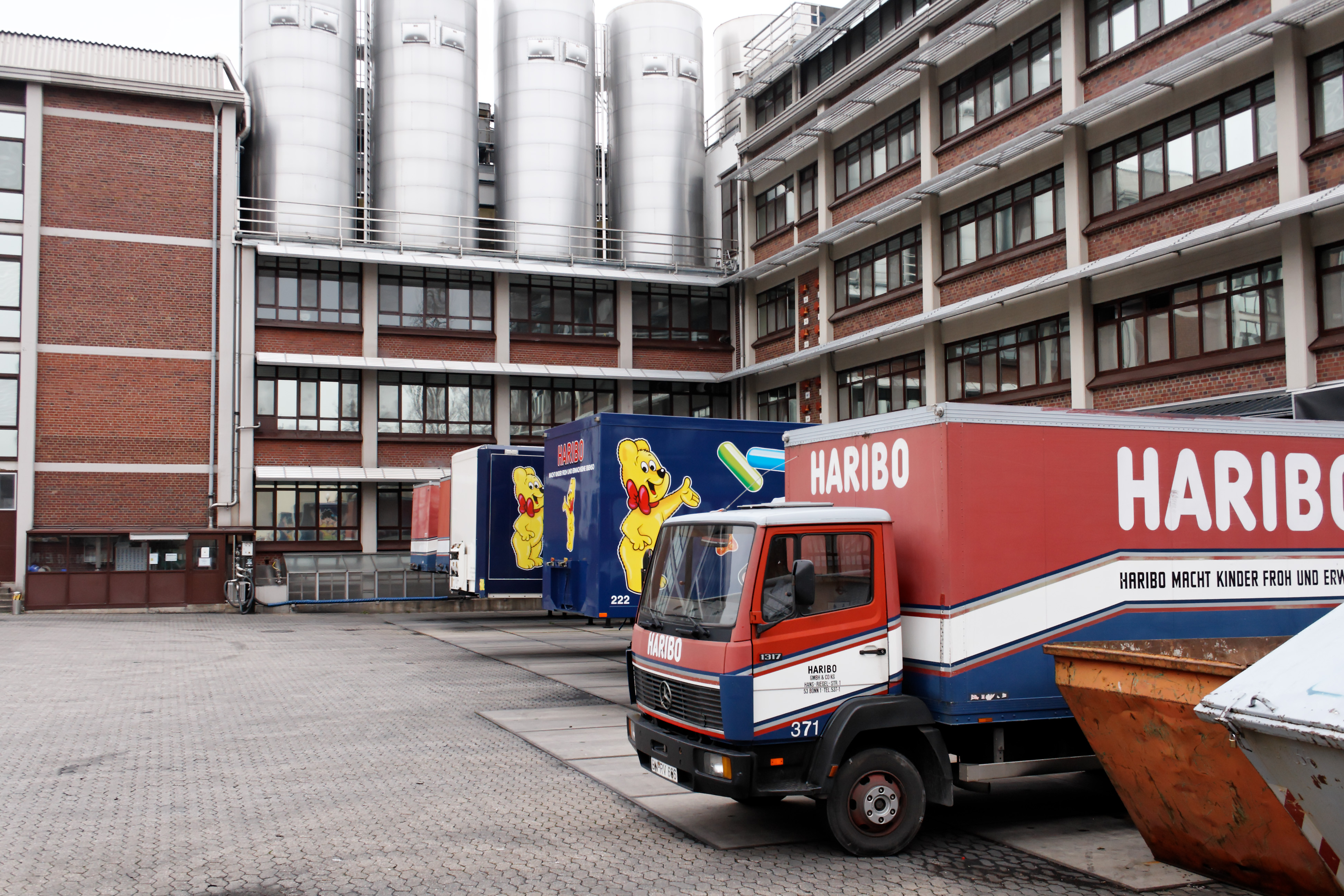
Logistica di Bonn

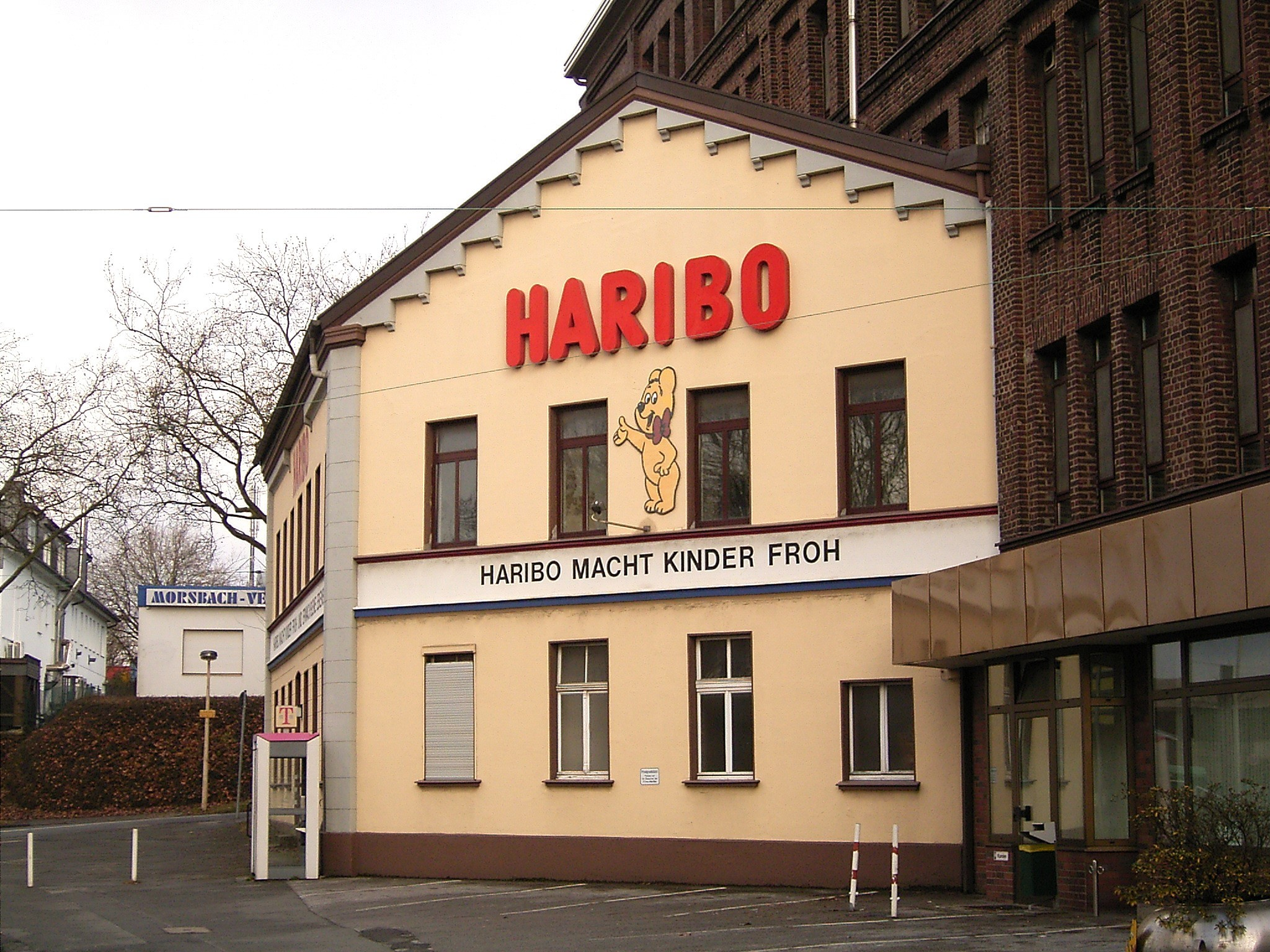
Haribo a Solingen

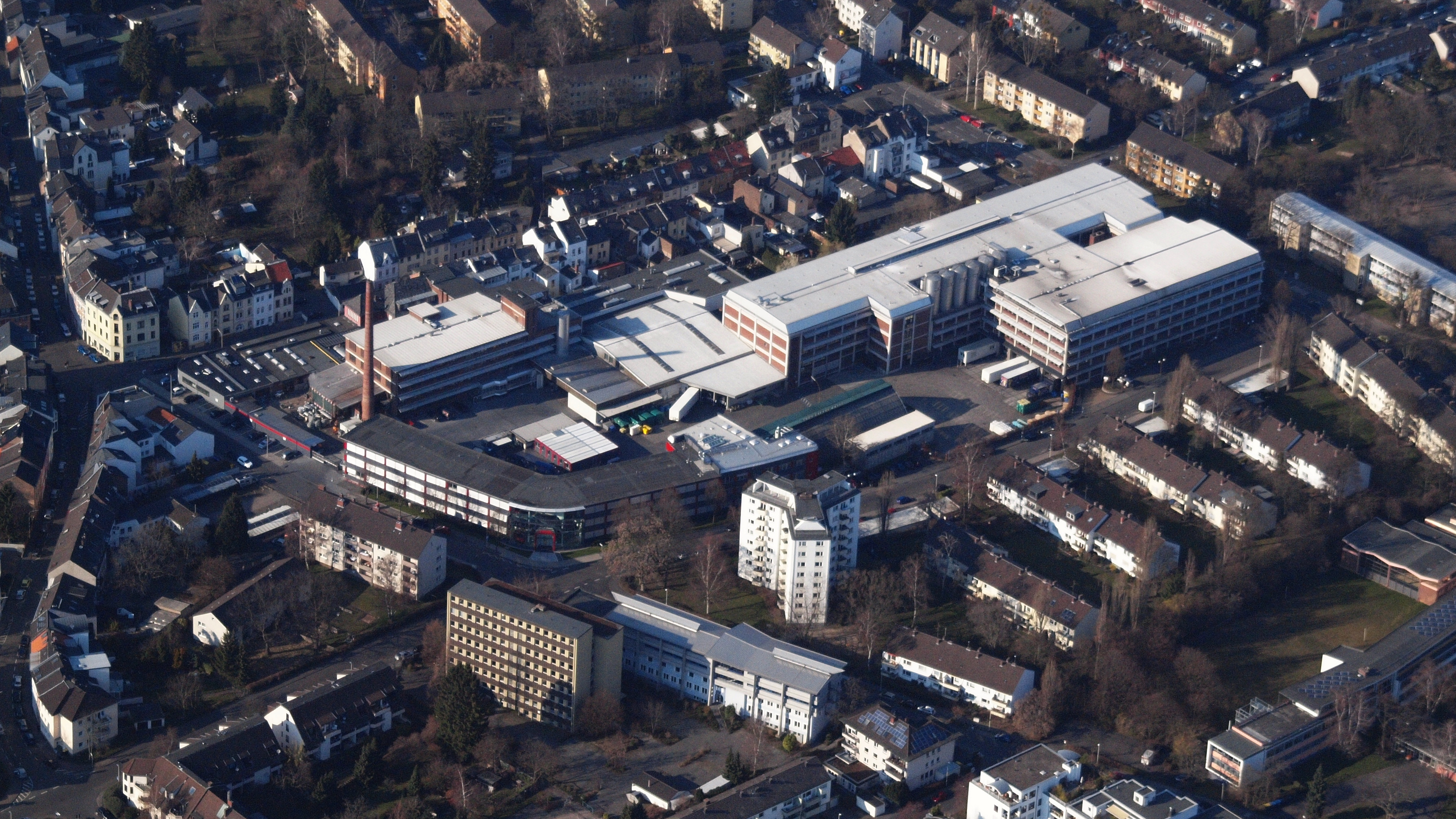
HARIBO-Werk a Bonn-Kessenich

## Storia
Il 13 dicembre 1920 viene registrata la ditta Haribo dal fondatore Johann Riegel nel registro imprese di Bonn. La designazione dell'azienda è costituita dalle iniziali di diminutivo, cognome e sede: Hans Riegel Bonn.
Il capitale dell'azienda è un sacco di zucchero, una pentola di rame, un tagliere in marmo, uno sgabello, un forno a legna e un mattarello. La sede della ditta fu in una casa di Bergstraße nel quartiere Kessenich. Due anni più tardi Hans Riegel creò il Gummibär ("Tanzbären" - orsetto danzante).
Nel 1925 Haribo inizia la produzione di dolci alla liquirizia. Agli inizi degli anni '30 viene fondata la nuova sede principale. Nel 1935 viene creata a Copenaghen, assieme ai soci Christian ed Eckhof Hansen la Haribo Lakrids A/S Kopenhagen.
Durante la seconda guerra mondiale la produzione diminuisce, anche a causa della penuria di materie prime. Nel 2000 Haribo viene accusata di aver usato prigionieri di guerra. La società contestò tale accusa e fece una donazione alla Stiftung "Erinnerung, Verantwortung und Zukunft".
Dopo la prematura scomparsa di Johann Riegel nel marzo 1945, l'azienda proseguì con sua moglie. Successivamente i figli Hans e Paul nel 1946 riaprirono la società dopo la guerra. Hans Riegel rappresenta la società all'esterno, mentre Paul Riegel segue la ricerca e sviluppo prodotto e così la bontà al pubblico. Nel 1957 Haribo acquisisce la Kleutgen & Meier, dove Hans Riegel ebbe il suo primo lavoro. Nel 1961 viene acquisita la Bonera Industrie en Handelsmaatschappij N.V. a Breda (Paesi Bassi) e creata la HARIBO Nederland B.V..
Nel 1967 Haribo crea la divisione francese presso la Lorette di Marsiglia, la HARIBO-France S.A.. Nel 1987 avviene la fusione con la francese Ricqles Zan, creando la Haribo Ricqles-Zan con sede a Marsiglia, Uzès e Wattrelos. A Uzès si trova un museo aziendale.
Nel 1968 acquisisce il controllo della Dr. Hillers AG di Solingen, nel 1979 totalmente. Dal 1980 viene inaugurato un nuovo sito produttivo. Nell'ottobre 2011 lo stabilimento di Solingen viene convertito in magazzino, uffici e logistica.
Nel 1971 viene acquistata la Bären-Schmidt, nel 1972 la inglese Dunhills (nel 1994 totalmente). Negli anni '70 vengono create società in Austria e Svizzera. Nel 1982 viene venduto l'orsetto dorato (Goldbären) negli USA. Seguirono espansioni in Francia, Norvegia, Spagna, Finlandia e Turchia.
Avviene un conflitto nella "famiglia" Haribo. Nell'estate 2008 avviene una disputa e nel 2010 viene introdotta una nuova struttura societaria. La Haribo-Holding GmbH & Co. KG diviene la nuova casa madre. Metà della Dr. Hans Riegel Holding e metà della famiglia Paul Riegel. Hans Riegel muore il 15 ottobre 2013.

## Futuro della società

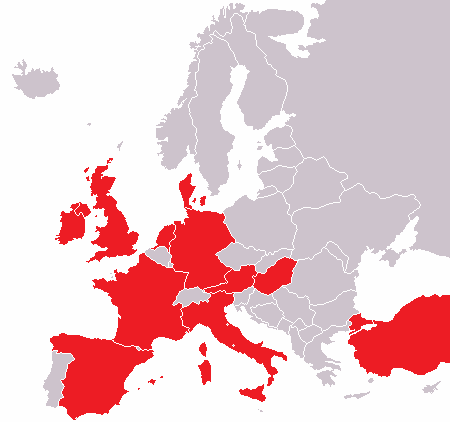
Paesi europei con un sito produttivo Haribo

Haribo conta 6.000 collaboratori in quattro stabilimenti in Germania e altri dieci in Europa. I prodotti Haribo vengono distribuiti in più di 100 Paesi (2003). Nell'ottobre 2003 Hans Riegel junior alla Westdeutscher Rundfunk Köln dichiara che suo nipote Hans-Jürgen Riegel (n. 1956) diventerà il successore alla guida della società. Fino al 2005 Hans-Jürgen Riegel guidò la sede francese, con suo zio. Il contitolare Haribo, Paul Riegel, muore la notte del 3 agosto 2009. Dopo la decisione della camera di commercio e industria di Bonn (alla quale fu inoltrato il reclamo da Paul Riegel, dopo la sua morte dai figli) la struttura Haribo cambiò. Viene fondata una Haribo Holding. La Hans Riegel Holding e la Paul Riegel Holding, dei figli di prima e seconde nozze, posseggono il 50% di Haribo Holding. Hans-Arndt, figlio di Paul Riegel in seconde nozze, presiede il consiglio di amministrazione e il fratello Hans-Guido Riegel presiede la parte tecnico-produttiva.
Dal 2005 vi fu una speculazione dei media sulla possibilità di chiusura del sito di Bonn con 1.300 dipendenti, data la non più possibilità di espansione. Come nuova attività era immaginata una sede a Grafschaft (Germania)-Gelsdorf e forse Rheinbach.
Nel 2008 l'ente tedesco Bundeskartellamt ha fatto un'azione di anticartello contro diversi produttori dolciari. Nel 2012 viene multata Haribo per 2,4 milioni di Euro.
Il 20 settembre 2013 viene reso noto che Haribo ha comprato un pezzo di terra di 30 ettari presso l'Innovationspark Rheinland tra Ringen e Oeverich in Grafschaft (Germania) per creare un centro logistico e forse produttivo.

### Vendita diretta

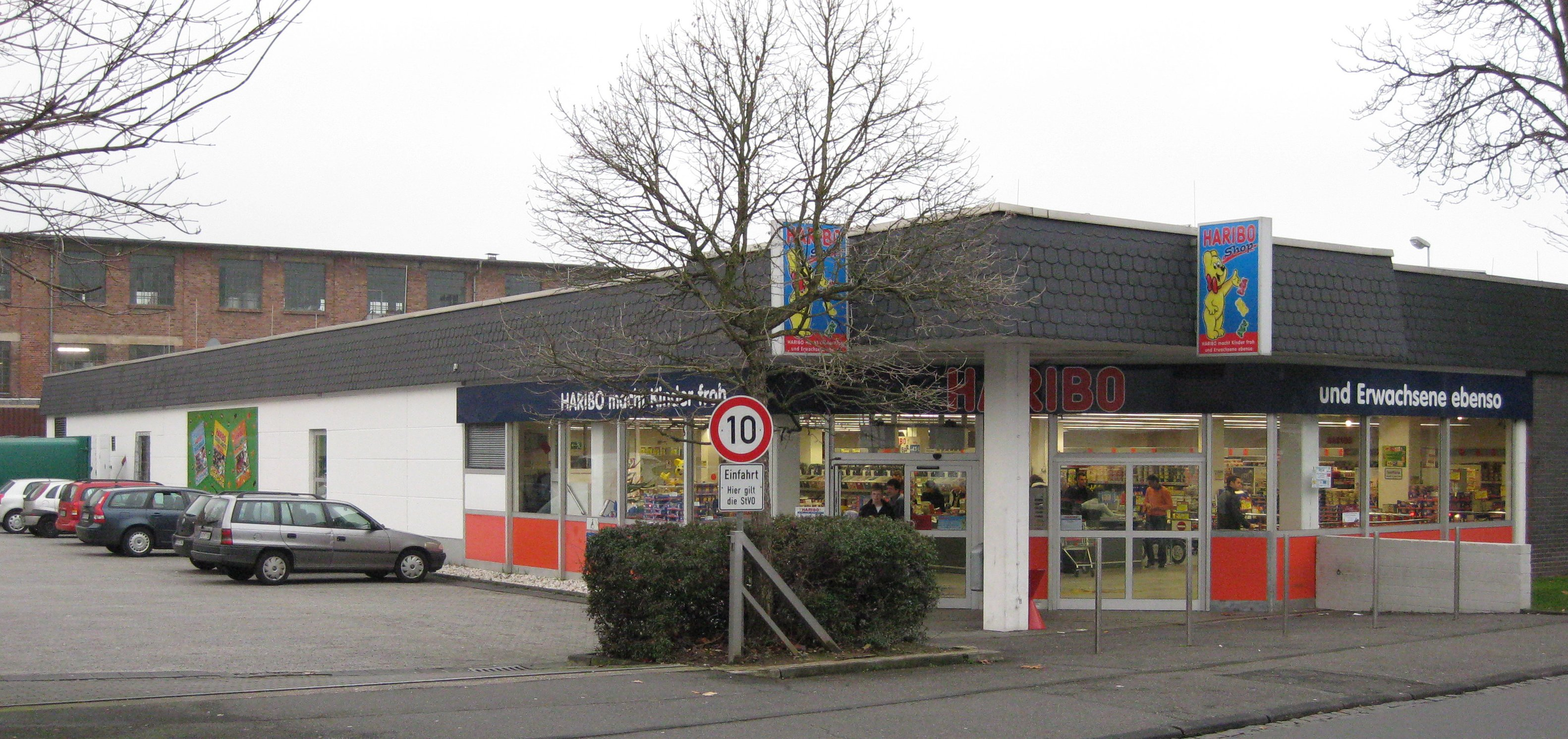
HARIBO-Shop a Bonn-Bad Godesberg

La produzione Haribo viene venduta direttamente a Bonn-Bad Godesberg, Solingen, Mainbernheim e Wilkau-Haßlau e dal 27 ottobre 2012 anche alla Haribo MAOAM di Neuss.

### Sede produttiva di Linz
In Austria la produzione Haribo è attiva dal 1976; dal 1989 a Linz in Oberösterreich, come Konditorei-Großbetriebs-GmbH Panuli nata nel 1921. Nel sito di Linz sono occupate 250 persone, prodotte annualmente 16.000 ton di dolci (75 ton al giorno). In Austria detiene il 60% del mercato di frutta gommosa. La fabbrica produce anche per il sud Europa, Svizzera e Baltico con cento prodotti diversi.

## Marketing

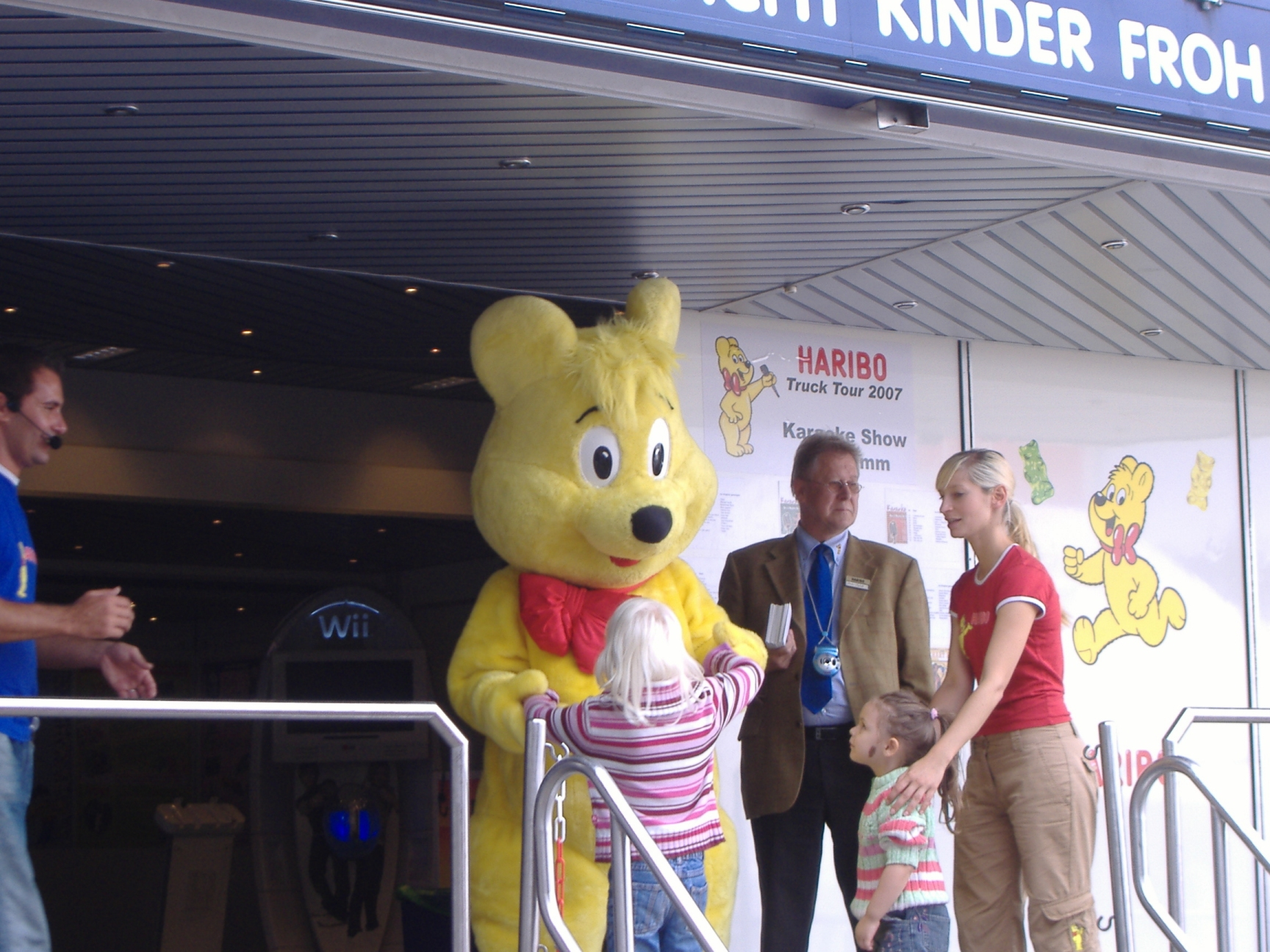
HARIBO Goldbär in azione

### Motto
Nel 1935 viene coniato il motto "HARIBO macht Kinder froh" (Haribo fa felici i bimbi). Nel 1962 viene aggiunto "und Erwachsene ebenso" (e anche gli adulti). Dopo una pubblicità su Kabel 1 lo slogan venne presto conosciuto in Germania. Il testo venne ricompensato con 20 marchi.
Slogan nelle diverse nazioni:
| Nazione                                              | Motto |
| ---------------------------------------------------- | --- |
| Belgio                                               | Haribo maakt kinderen blij - volwassenen horen ook daarbij (Fiandre, olandese)                                 |
| Belgio                                               | Haribo, c'est beau la vie - pour les grands et les petits (Vallonia, francese)                                 |
| Danimarca                                            | Haribo … den er go' (fino a qualche anno fa: Luk op for noget godt, luk op for Haribo - den er go')            |
| Germania, Austria, Svizzera                          | Haribo macht Kinder froh - und Erwachsene ebenso                                                               |
| Finlandia                                            | The happy world of Haribo                                                                                      |
| Francia                                              | Haribo, c'est beau la vie - pour les grands et les petits                                                      |
| Grecia,                                              | δίνει χαρά, σε μεγάλους και σε παιδιά                                                                          |
| Irlanda, Regno Unito, Stati Uniti, Svezia, Australia | Kids and grown-ups love it so - the happy world of Haribo                                                      |
| Italia                                               | Haribo è la bontà - che si gusta ad ogni età                                                                   |
| Paesi Bassi                                          | The happy world of Haribo (fino a qualche anno fa: Haribo maakt kinderen blij - volwassenen horen ook daarbij) |
| Norvegia                                             | Haribo … den er go'                                                                                            |
| Polonia                                              | Haribo smak radości dla dzieci i dorosłych                                                                     |
| Portogallo                                           | Haribo doces sabores - para os pequenos e os maiores                                                           |
| Russia                                               | Детям, взрослым повезло - радость дарит харибо                                                                 |
| Slovacchia                                           | Haribo chutí malým, rovnako i dospelým                                                                         |
| Spagna                                               | Haribo, dulces sabores - para pequeños y mayores o Vive un sabor mágico - ven al mundo Haribo                  |
| Rep. Ceca                                            | Haribo chutná malým, stejně tak i dospělým                                                                     |
| Turchia                                              | Çocuk ya da büyük ol, Haribo'yla mutlu ol                                                                      |
| Ungheria                                             | Gyermek felnőtt kedve jó - édes élet Haribo                                                                    |
| Bulgaria                                             | С Харибо сме радостни, Харибо обичаме                                                                          |
| Cina                                                 | 大人小孩都说好，快乐品尝哈瑞宝                                                                                 |

### Altra pubblicità
Dal 1991 al 2014 il conduttore TV Thomas Gottschalk fu testimone Haribo. La durata della collaborazione entrò a far parte del Guinnes dei primati nel gennaio 2006. Altro testimonial fu il comico Michael "Bully" Herbig.
Haribo utilizzò anche un Kenworth-Showtruck, per la promozione. Dal 2009 anche un Boeing 737-800 (GoldbAIR) e dal 2010 un HaribAIR con lo stesso tipo di velivolo.
Nel novembre 2013 è stato aperto un "Haribo-Store" a Bonn, su una superficie di 200 m²,vengono venduti Haribo e Maoam, "Pick&Mix-Bar", così come merchandising vario.

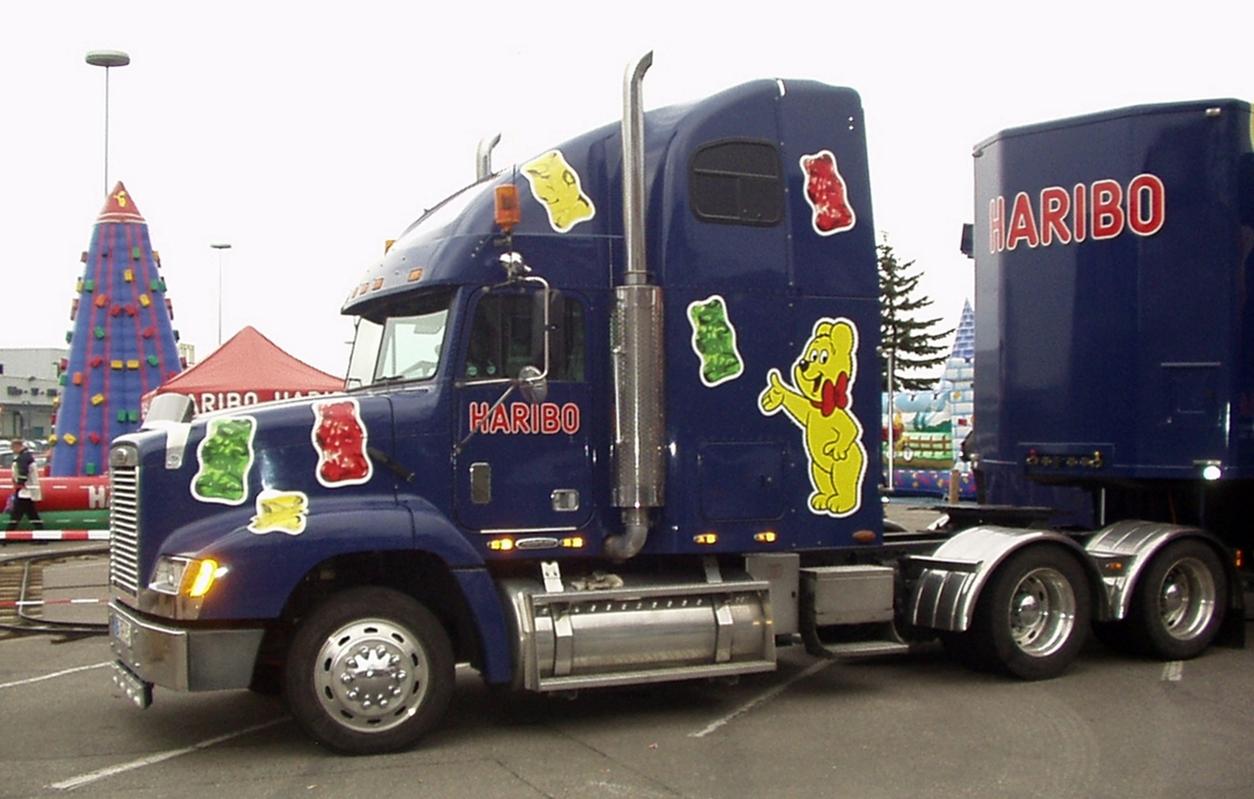
HARIBO-Showtruck (2003)
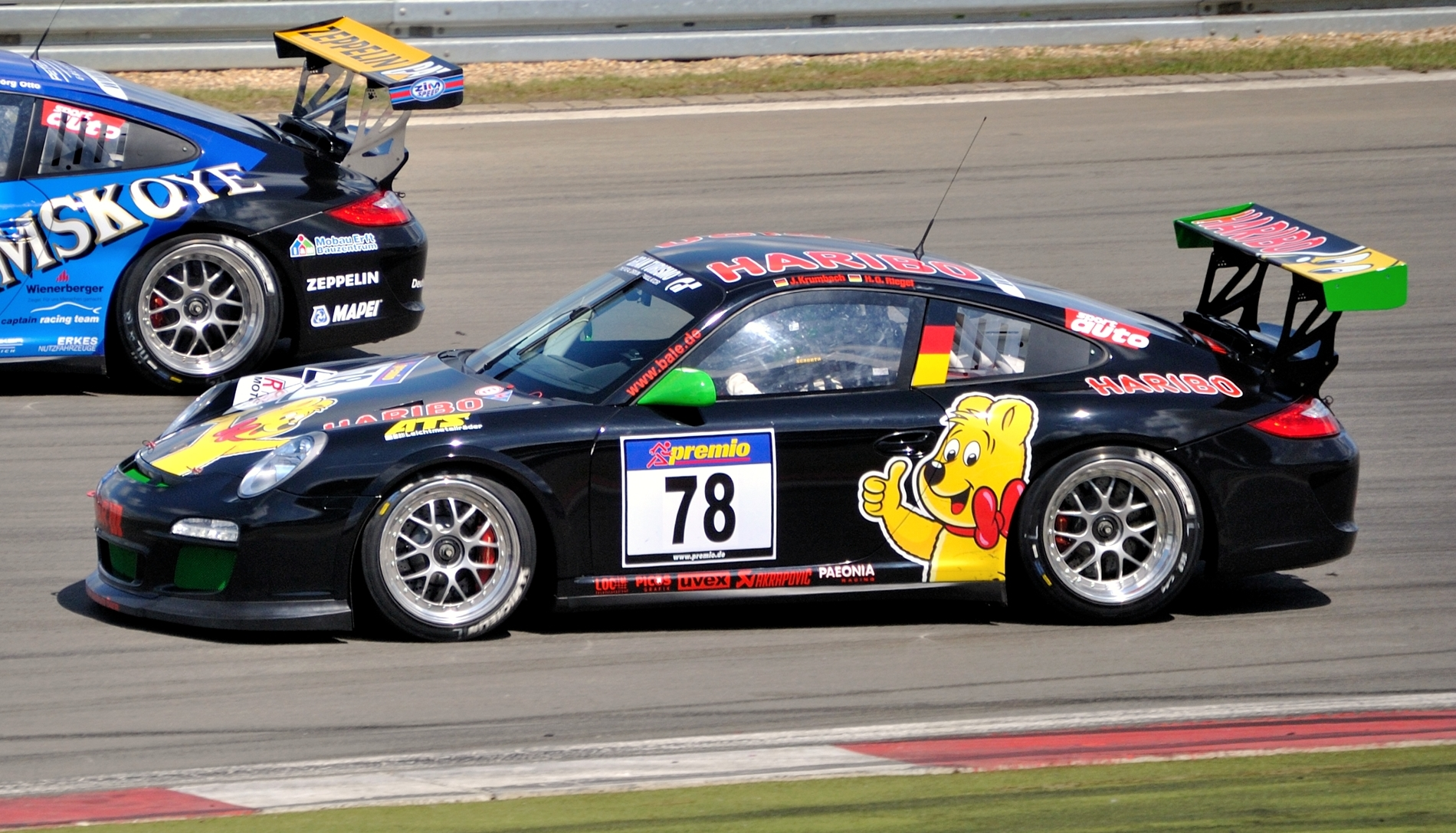
Porsche 911 GT3 Cup, Nürburgring (2011)
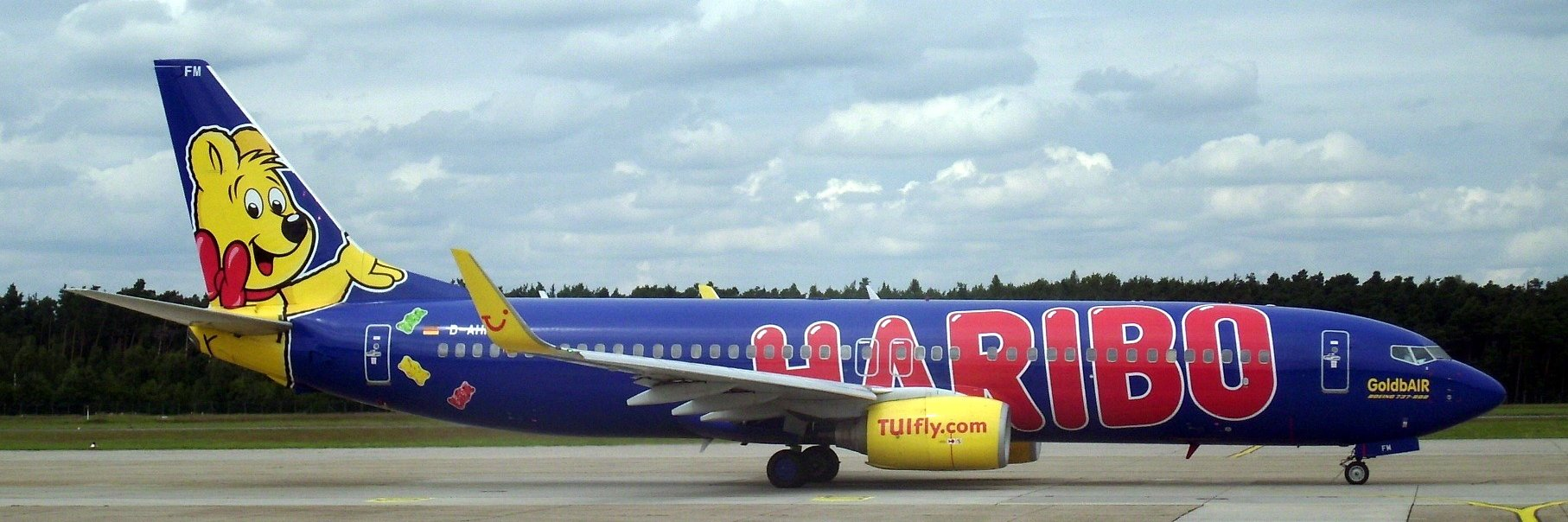
TUIfly Boeing 737-800 GoldbAIR (2009)
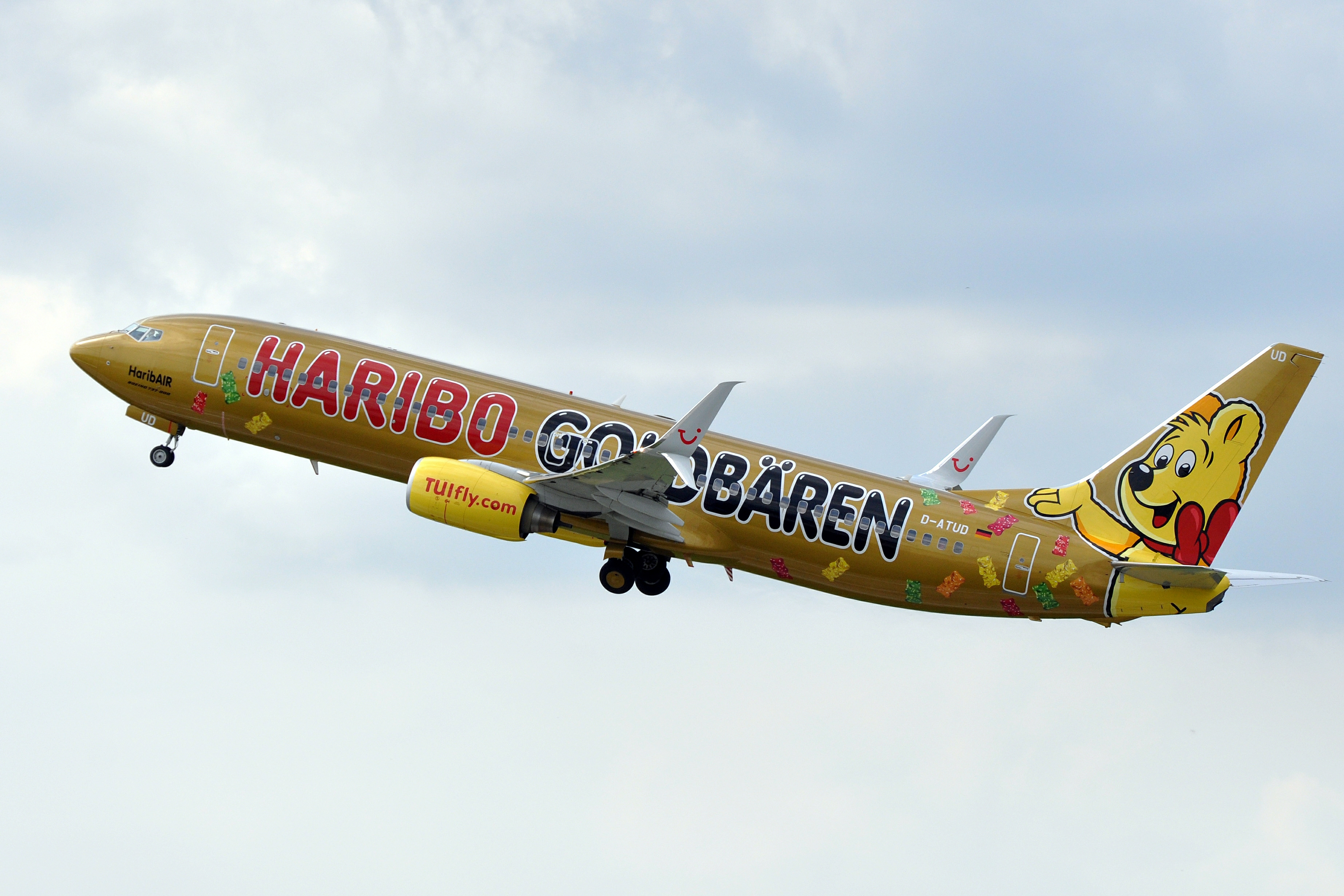
TUIfly Boeing 737-800 HaribAIR (2014)
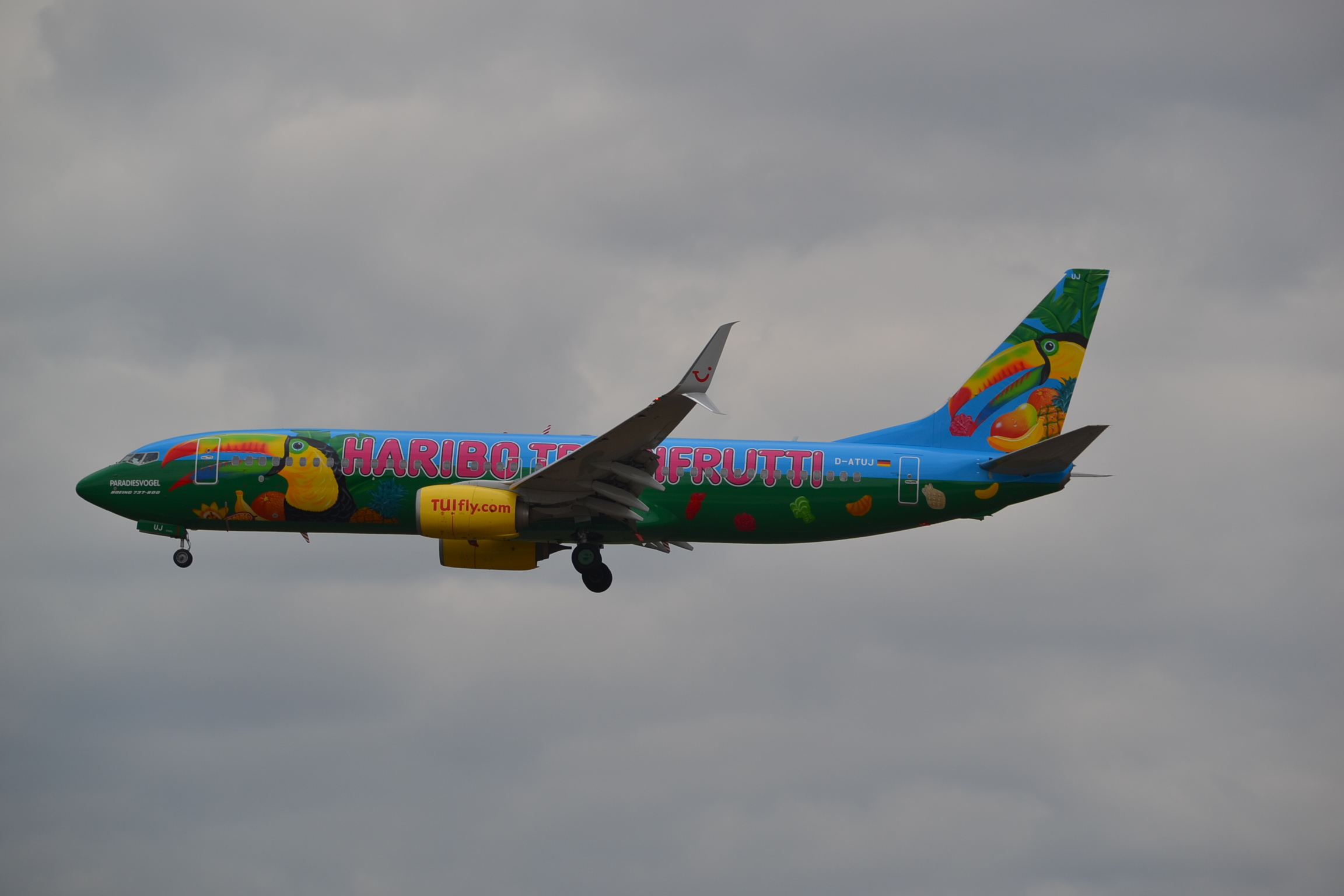
TUIfly Boeing 737-800 Haribo Tropifrutti Paradiesvogel (2015)
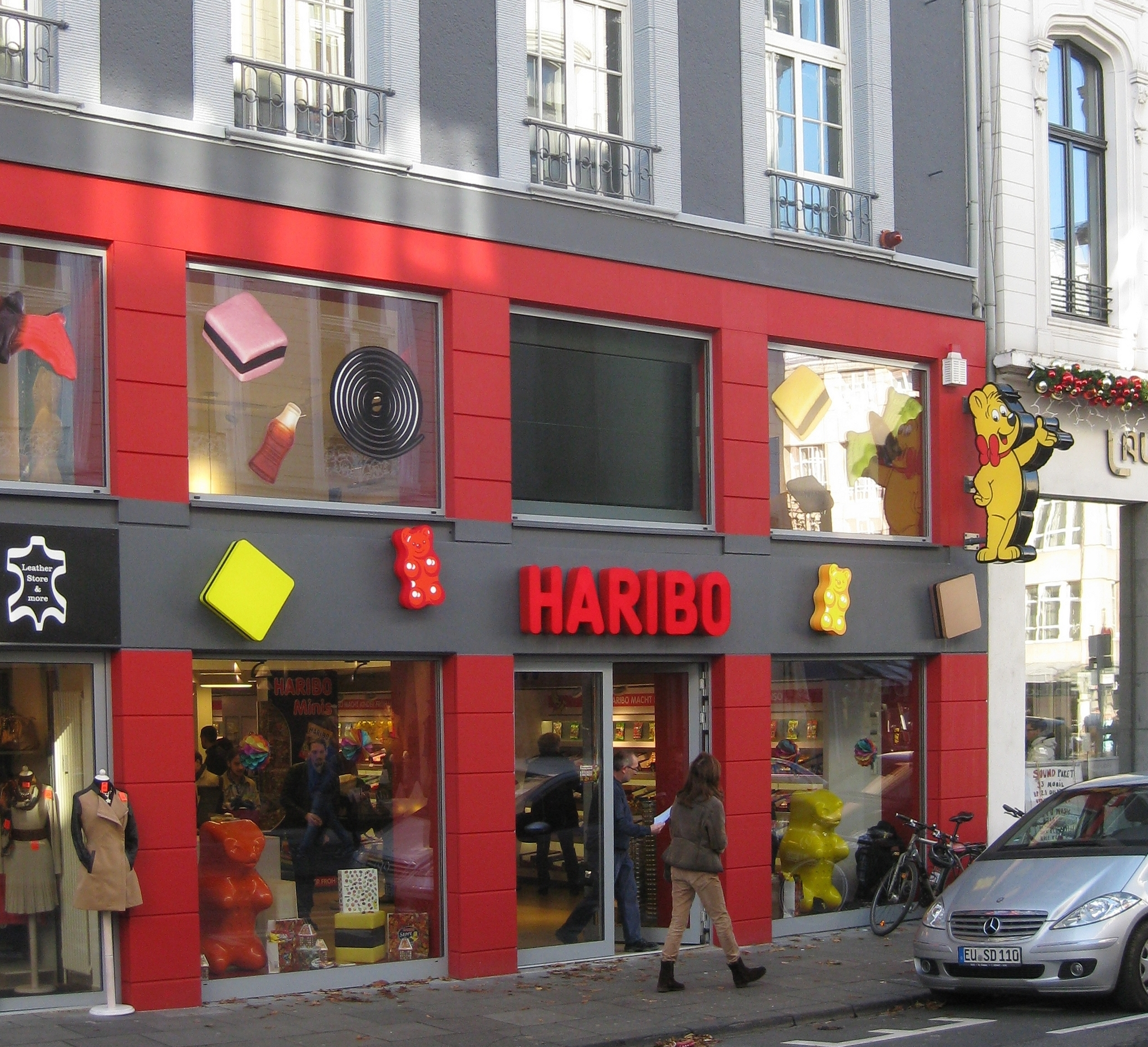
HARIBO-Store a Bonn (2013)
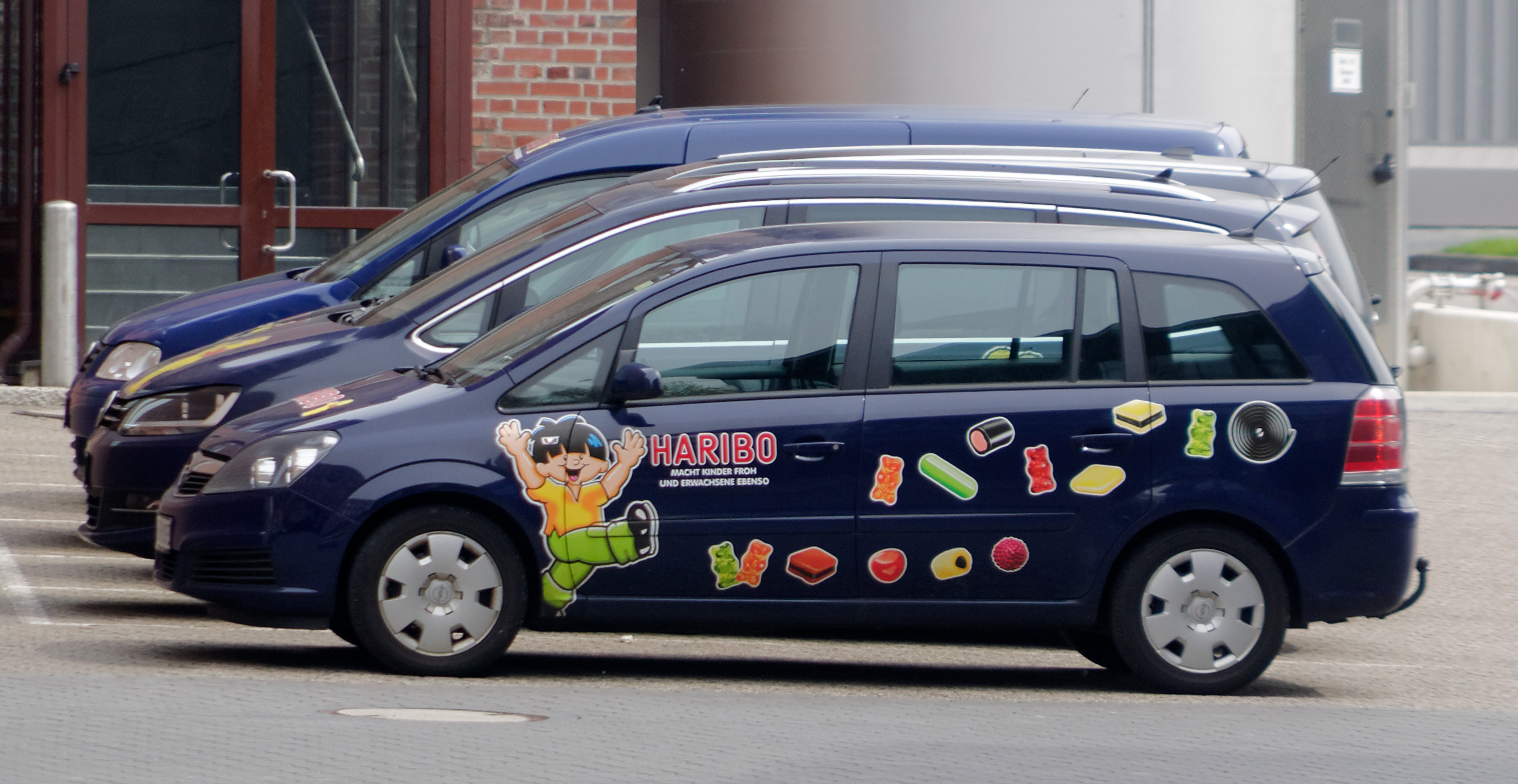
Auto con Haribo-Design (2015)

## Orsetti gommosi
L'orsetto gommoso (in tedesco Goldbären) è di circa 2 cm di dimensione, stilizzato orso, prodotto con zucchero, sciroppo di zucchero e gelatine varie che rendono il prodotto gommoso, oltre a coloranti, aromi, rivestimento e acqua. L'orsetto fu inventato nel 1922 da Hans Riegel e ribattezzato successivamente Tanzbär. Il Kaiser Guglielmo II di Germania premia il Gummibär come miglior prodotto della Repubblica.
Dal 1967 viene introdotto anche il nome Goldbären. Nel 2005 viene prodotto a 100 milioni di esemplari al giorno in 15 paesi europei, e venduto in 100 paesi diversi.
Per il mercato tedesco viene prodotto con estratti naturali coloranti. Dall'agosto 2007 è avvenuto un cambiamento produttivo riassunto nella tabella sotto.
| Colore       | fino al 2007 | dal 2007 |                |
| ------------ | ------------ | -------- | -------------- |
| Bianco       | Ananas       | Ananas   | Goldbären 2007 |
| Giallo       | Limone       | Limone   | Goldbären 2007 |
| Arancio      | Arancia      | Arancia  | Goldbären 2007 |
| Rosso chiaro | —            | Fragola  | Goldbären 2007 |
| Rosso scuro  | Lampone      | Lampone  | Goldbären 2007 |
| Verde        | Fragola      | Mela     | Goldbären 2007 |

Per il Campionato europeo di calcio 2008 è stato prodotto lo Schwarz-Rot-Goldbären. Miscuglio in onore della bandiera della Germania, nero dal Ribes nigrum, rosso dalla fragola e giallo dal limone. Sambucus anche al posto del Ribes nero.
Per il Campionato mondiale di calcio 2014 Haribo ha prodotto il "Goldbären-Fan-Edition"; prugna (rosso scuro), pompelmo (rosso), melone (verde), Galium odoratum (verde scuro) e albicocca (arancio) oltre al blu.

## Altro
- Dal 1936 a novembre presso i magazzini di Bonn vengono vendute le noci dell'ippocastano e le ghiande delle querce e prodotti Haribo. I frutti sono per gli animali nella riserva di caccia della famiglia Riegel e altri animali. Le spedizioni sono di 10 kg di castagne o 5 kg di ghiande o 1 kg di prodotti Haribo.[20]
- Nel 1953 Hans Riegel crea la prima palestra per Badminton in Germania (Haribo-Center).

## Film
- Die Haribo-Saga - Siegeszug eines Goldbären. Documentario, Germania, 2003, 45 Min., Soggetto e regia: André Schäfer, Produzione: WDR, Serie: Dynastien in NRW, Erstausstrahlung: 17. Oktober 2003, http://www.swr.de/geschichte/dynastien-die-haribo-saga/-/id=100754/nid=100754/did=5138908/raa55g/index.html[collegamento interrotto] vom SWR.